# Albert Baez
Albert Vinicio Baez (Puebla, 15 november 1912 - Redwood City, 20 maart 2007) was een prominent Mexicaans-Amerikaanse natuurkundige.

## Leven en werk

### Jeugd
Twee jaar na zijn geboorte in Mexico emigreerden zijn ouders naar de Verenigde Staten. Baez groeide op in Brooklyn (New York) en overwoog om predikant te worden, voordat hij de kant van de wiskunde en natuurkunde op ging. Baez trouwde met de Schotse Joan Bridge, verhuisde naar Californië en behaalde een doctoraal in de wiskunde en een doctorstitel in de natuurkunde.

### Röntgenstraling
Samen met professor Paul Kirkpatrick (1894-1992) van de Stanford-universiteit ontwikkelde Baez in 1948 de röntgenmicroscoop waarmee levende cellen kunnen worden bestudeerd. Deze microscoop wordt vandaag de dag in de geneeskunde gebruikt. Baez droeg tevens bij aan de ontwikkeling van het soort telescoop dat in de röntgensterrenkunde wordt gebruikt om röntgenfoto's te maken van sterrenstelsels.

### Maatschappelijk betrokken
Baez' talenten waren in de jaren vijftig ten tijde van de opkomst van de wapenwedloop in de Koude Oorlog zeer gewild. Beïnvloed door zijn vredelievende familie weigerde hij echter altijd goed verdienende banen die te maken hadden met oorlogskwesties en verkoos hij banen in het onderwijs of in de ontwikkelingshulp. In 1951 werkte hij kort voor UNESCO en plaatste zijn gezin in Bagdad; later keerde hij terug naar Noord-Californië. In 1959 accepteerde hij een baan aan het Massachusetts Institute of Technology en verhuisde hij met zijn gezin naar de omgeving van Boston. Ook zette hij zich jarenlang in voor de wederzijdse terugdringing van kernwapens.

### Boeken
Baez was de schrijver van het boek The New College Physics: A Spiral Approach (1967), dat wordt gezien als een toonaangevend Amerikaans natuurkunde leerboek. Hij was ook co-auteur van het leerboek The Environment and Science and Technology Education (1987). Samen met zijn vrouw schreef hij een boek over zijn tijd in Irak getiteld A Year in Baghdad (1988).

### Emeritaat
Na zijn emeritaat gaf Baez soms nog lezingen en was hij de voorzitter van Vivamos Mejor/USA, een organisatie die in 1988 werd opgericht om verarmde dorpen in Mexico te helpen. Deze hulpverleningsorganisatie richt zich op scholings-, milieu- en gemeenschapsprojecten in dat land.
Kerkelijk behoorde hij tot de quakers. Albert Baez overleed op 94-jarige leeftijd.

## Onderscheidingen
In 1995 werd door HENAAC (de Hispanic Engineer National Achievement Awards Corporation) de Albert V. Baez Award for Technical Excellence and Service to Humanity in het leven geroepen. In 1998 werd Baez in de Hall of Fame van HENAAC opgenomen.

## Familie
Baez is de vader van de folkzangers Joan Baez en Mimi Fariña en de oom van de wiskundig natuurkundige John Baez, die zich met stringtheorie bezighield.